# Yes Sir, I Can Boogie
Yes Sir, I Can Boogie è un brano musicale di genere disco scritto da Frank Dostal e Rolf Soja e prodotto da quest'ultimo, uscito come primo singolo del duo musicale femminile spagnolo Baccara nel 1977 per l'etichetta RCA e incluso nell'album di debutto del duo, l'eponimo Baccara. Il brano ha venduto 16 milioni di copie nel mondo.

## Storia del brano
Il singolo ha riscosso un buon successo in tutta l'Europa tra il 1977 e il 1978, arrivando alla posizione numero 11 in Italia e risultando l'80º singolo più venduto del 1978 sempre in Italia.

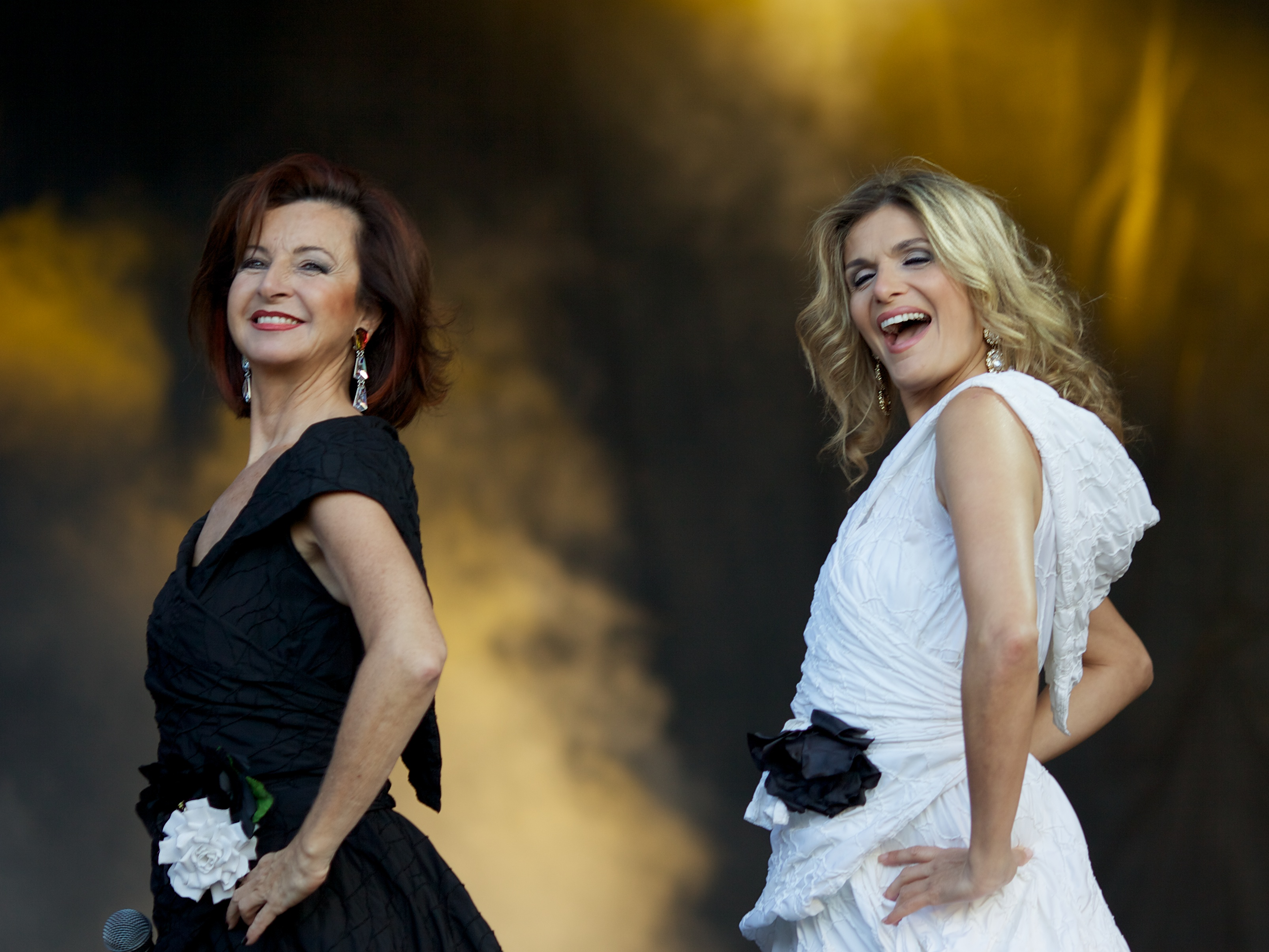
Le Baccara nella formazione di Mayte Mateos durante un'esibizione

Successivamente sono state pubblicate numerose cover del brano da parte di svariati artisti; la prima è stata, nel 1981, quella dei Brotherhood of Man che ne hanno inserito una reinterpretazione nell'album 20 Disco Greats / 20 Love Songs. Nel 1993 anche Dana International ne fece una cover, inserita nel suo eponimo album di debutto, mentre nel 2000 Nina Miranda del gruppo musicale Smoke City la ricantò per la colonna sonora del film Romantici nati, mentre è stata parte di una colonna sonora anche per il film Kinky Boots - Decisamente diversi, per l'occasione cantata da Chiwetel Ejiofor. Nel 2003 una versione alternativa della canzone, con testo modificato e il titolo semplificato in Yes Sir è stata realizzata dai Goldfrapp e inserita come b-side del singolo Twist. Nello stesso anno è stata inserita come b-side di un altro singolo, I Won't Change You, di Sophie Ellis-Bextor, stavolta con titolo e testo fedeli all'originale.
Altre versioni sono state realizzate dai Bjorn Again, da M. A. Numminen che ne ha realizzato una versione in lingua tedesca e dalla Ukulele Orchestra of Great Britain, che ne hanno pubblicato una versione dal vivo.
Nel 2014 una cover del brano è stata realizzata da Francesca De André, figlia di Cristiano De André e nipote di Fabrizio.

## Classifiche
| Classifica (1977) | Posizione più alta |
| ----------------- | ------------------ |
| Austria           | 2                  |
| Belgio (Fiandre)  | 1                  |
| Belgio (Vallonia) | 1                  |
| Finlandia         | 1                  |
| Germania          | 1                  |
| Irlanda           | 1                  |
| Italia            | 11                 |
| Norvegia          | 1                  |
| Nuova Zelanda     | 33                 |
| Paesi Bassi       | 1                  |
| Regno Unito       | 1                  |
| Svezia            | 1                  |
| Svizzera          | 1                  |